# Carbochimie

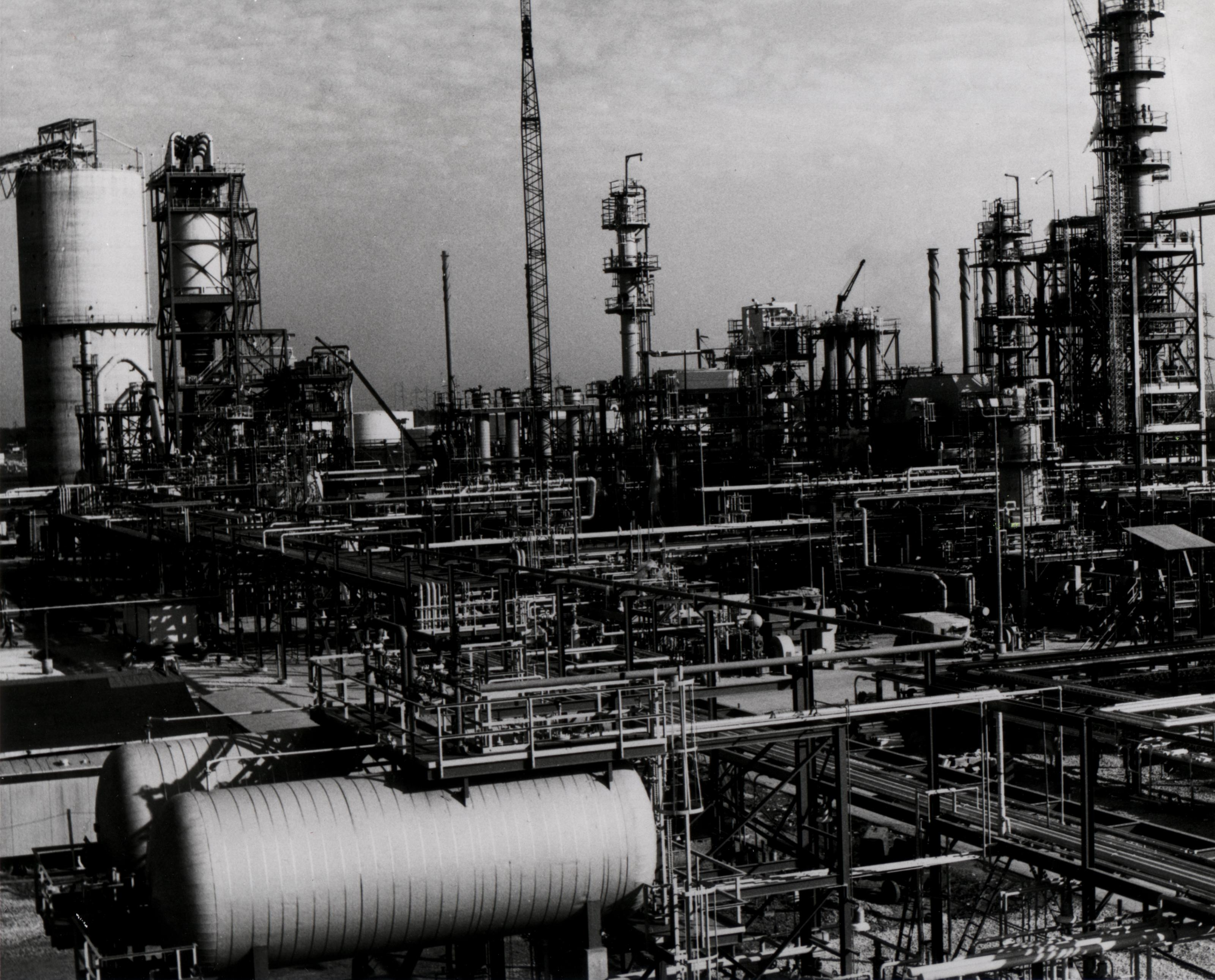
Chantier de construction de l'usine pilote de liquéfaction de charbon en (capacité de 250 t/j) à Baytown, au Texas vers 1980.

La carbochimie (composé de carbo-, tiré du latin carbo pour « charbon », et de chimie) est la branche industrielle de la chimie qui englobe l'étude et toutes les techniques et procédés de transformation du charbon (bitumineux, anthracite, lignite, graphite ou charbon de bois) en molécules utilisables. Originellement, le gaz tiré du charbon (gaz de houille) a servi à l'éclairage et le charbon a produit une matière première : le goudron de houille (coaltar en anglais), source de produits chimiques aromatiques et de brai pour diverses applications, mais au XXe siècle, bien d'autres molécules de base en ont été tirées, utilisées à leur tour pour fabriquer de nombreux autres produits chimiques (plastiques notamment). Elle s'est principalement développée au XXe siècle.

## Techniques
Les principales techniques développées par la carbochimie ont d'abord été la gaséification du charbon (par carbonisation ou chauffage du charbon) et divers process de liquéfaction (goudron de houille ou hydrocarbures plus légers). Parmi les dernières techniques en cours de mise au point, figure la carbonisation hydrothermale.

## Histoire

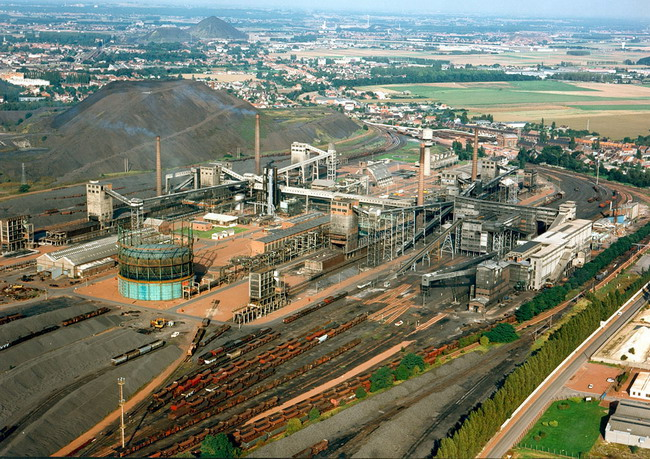
Vue aérienne de l'ancienne cokerie de Drocourt (bassin minier du Nord-Pas-de-Calais, France).

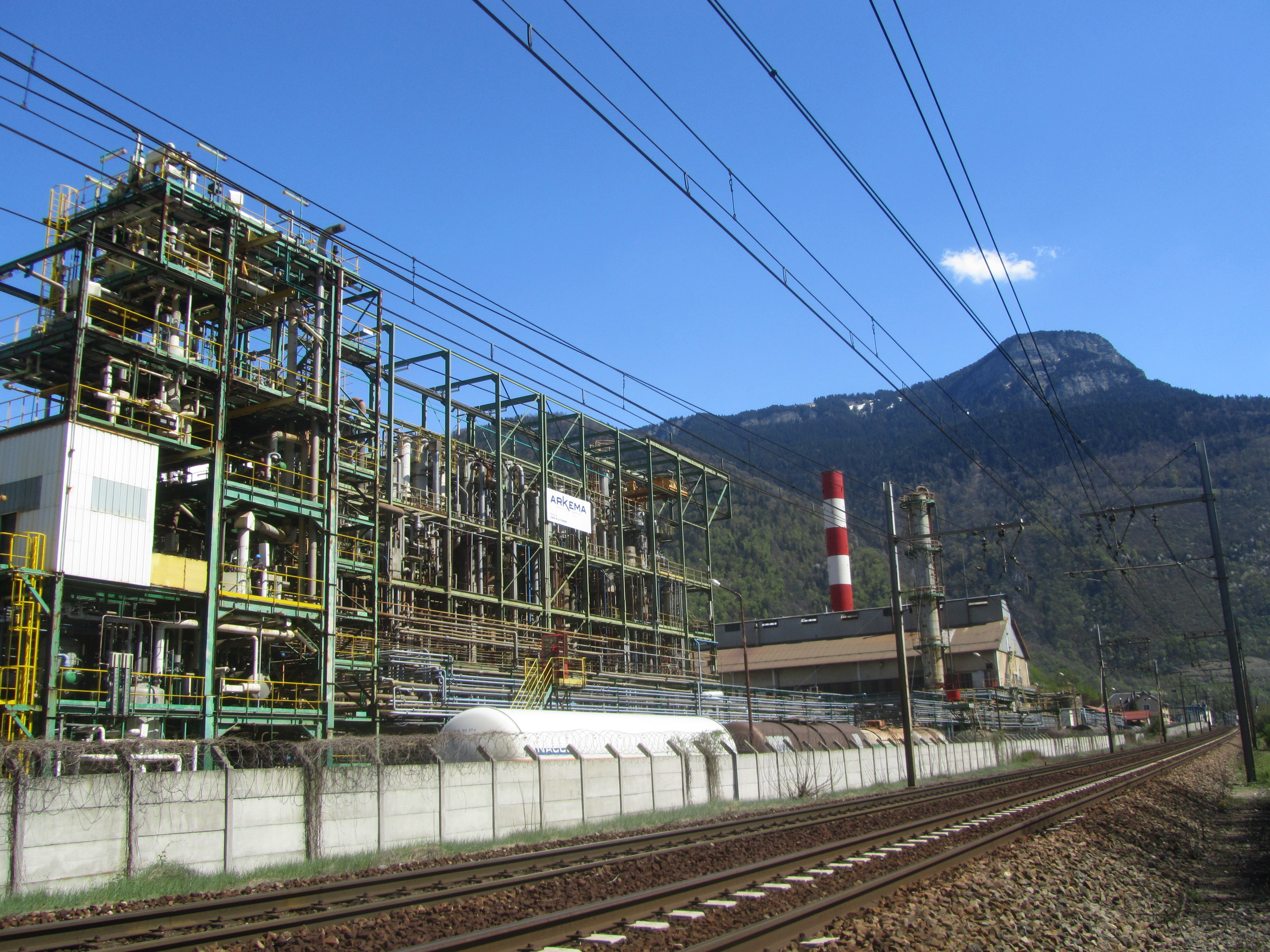
Usine Arkema de La Chambre (vallée de la Maurienne), seul exemple en Savoie de la reconversion d'un établissement de la carbochimie à la pétrochimie.

En Europe, la carbochimie industrielle émerge au XVIe siècle, alors que des quantités croissantes de charbon sont retirées du sous-sol pour brûler et faire fondre le minerai de fer pour produire le fer doux, l'acier ou la fonte et que la métallurgie d'autres  métaux se développe aussi (cuivre, plomb, zinc, etc.).
En 1684, John Clayton découvre que le gaz issu du charbon fortement chauffé est un bon combustible. Cette découverte, An Experiment Concerning the Spirit of Coals, publiée dans les Philosophical Transactions of the Royal Society, lance en Angleterre et aux États-Unis, puis en Europe une période de production de gaz d'éclairage, puis d'autres molécules extraites du charbon serviront à produire d'autres matières premières et secondaires.
Comme les verreries, les briqueteries et les tuileries, la métallurgie devient rapidement trop consommatrice de bois et de charbon de bois pour ne pas conduire à la déforestation de régions entières de l'Europe. Le charbon « géologique » remplace alors rapidement le charbon de bois.
Mais l'utilisation de charbon pur se montre complexe, à cause des hautes température qu'il génère et en raison des sous-produits gazeux, liquides et solides qu'il produit quand on le chauffe ou le brûle. Le charbon est donc préparé en coke (par pyrolyse de la houille dans un four privé d'oxygène, d'abord artisanalement dans des meule à coke selon le principe des meules de fabrication de charbon de bois) pour le rendre plus facile à utiliser. Les cokeries et les usines à gaz se ont ainsi associées à l'histoire industrielle de la carbochimie, car le chauffage du charbon produit des matières volatiles assez facilement récupérables par condensation : gaz (dihydrogène, méthane et plusieurs composants minoritaires valorisantes par l'industrie comme l’acétylène, l’éthylène, les oxydes de carbone), benzène et goudron de houille. Le charbon — plus ou moins selon sa qualité — contient naturellement des minéraux (soufre, acidifiant) et métaux toxiques (plomb, mercure, arsenic notamment) et des traces d'uranium et radon radioactifs ; il produit en outre des suies et cendres et d'autres sous-produits cancérigènes ou mutagènes. En France, Charbonnages de France lance de nombreuses sociétés et encourage la création du « pôle carbochimique » créé par la Société des mines de Lens ; au début des années 1920, pour la première synthèse de l’ammoniac en France, à partir de l’hydrogène récupéré dans les gaz des fours de cokerie, suivi de la création d’une vaste usine chimique à Mazingarbe pour produire du polyéthylène et du styrène ; l'usine d'Ammonia produit à Wingles (Pas-de-Calais) de grandes quantités d'acide nitrique et des nitrates purs très demandée par l’industrie de l'armement et bientôt par celles des engrais synthétiques.
Après quelques décennies, la carbochimie est cependant presque partout supplantée par la pétrochimie, là où le charbon est dans l'industrie chimique, en tant que sources de molécules, rapidement remplacé par le pétrole et le gaz, dont en Europe et en France dans les bassins du nord et de la Moselle notamment, ainsi le grand public voit-il le bitume et l'asphalte remplacer les brais et les goudrons de houille dans les revêtements routiers, mais la carbochimie persiste dans une partie de l'Asie et de l'Amérique du nord, notamment soutenue par les besoins de coke. Depuis plus d'un siècle on tente aussi de liquéfier le charbon pour en faire un carburant aussi pratique que l'essence (mais avec des sous-produits toxiques et problématiques et en outre un refus de transition énergétique évoluant vers une sortie des énergies fossiles).
De nombreuses usines et laboratoires destinés à valoriser le charbon et ses sous-produits ont été construits au XXe siècle dans les bassins houillers ou à proximité de canaux et de ports recevant des péniches ou cargos de charbon. En Europe, avec l'épuisement de la plupart des bassins miniers, ou par suite d'une moindre rentabilité face à la concurrence de pays d'Asie, la plupart sont devenues des friches industrielles, toujours concernées par des séquelles de pollution, après avoir lourdement contribué au déstockage du carbone géologique et aux émissions de gaz à effet de serre.
Les installations vieillissantes, abandonnées ou détruites de la carbochimie (usines à gaz et cokeries notamment, souvent installées sur le carreau de mine au plus près de la source de charbon, ou dans les cimenteries ou, à la fin du XIXe siècle, dans l'industrie de l'aluminium au plus près du consommateur industriel) laissent dans le monde des séquelles industrielles et environnementales lourdes (air, eau et sols pollués, problèmes de santé chez les ouvriers et riverains, etc.).

## Productions
La fabrication du coke sidérurgique est rapidement devenue aussi une opération de distillation du charbon dont les sous-produits sont notamment :
- les brais et divers types de goudrons, qui seront utilisés tels quels, ou ensuite traités par distillation pour produire des huiles minérales, du benzène, du toluène, des phénols, le crésol, la naphtaline, etc.[10]. Toutes ces transformations étaient à la base de la première carbochimie, qui a ensuite perdu de l’importance au profit de la pétrochimie à partir des années 1960 ;
- le gaz exprimé par le charbon chauffé en l'absence d'oxygène est séparés et lavé puis valorisé, d'abord comme fabrication du gaz d'éclairage (qui a pris une grande importance après la découverte en 1885 par Carl Auer von Welsbach du manchon à incandescence qui en a fait un excellent moyen d'éclairage[11] à la fin du XIXe siècle, après la régression des lampes à pétrole et la généralisation de l'éclairage électrique) soit comme carburant, principalement en usine sidérurgique ; soit comme matière de base pour la chimie ou la chimie fine. Hormis le CO et le CO2 (qui ont ensuite trouvé certains usages), l'industrie a rapidement appris à valoriser tous les sous-produits du charbon, en dépit de leur toxicité et de leur écotoxicité, dans le commerce ou comme ressource industrielle.